# Stadion Narodowy w Pekinie
Stadion Narodowy w Pekinie, oficjalnie Stadion Narodowy (chiń. upr. 国家体育场; chiń. trad. 國家體育場; pinyin Guójiā Tǐyùchǎng; ang. Beijing National Stadium), znany również jako Ptasie Gniazdo (chiń. upr. 鸟巢; chiń. trad. 鳥巢; pinyin Niǎocháo; ang. Bird’s Nest) – stadion olimpijski, na którym podczas Letnich Igrzysk Olimpijskich 2008 odbyły się wszystkie konkurencje lekkoatletyczne oraz ceremonie otwarcia i zamknięcia Igrzysk Olimpijskich zarówno letnich jak i zimowe w 2022. Stadion położony jest w Parku Olimpijskim, niedaleko Pływalni olimpijskiej. Arena lekkoatletycznych mistrzostw świata w 2015 r. Pierwszym hymnem narodowym odegranym na tym stadionie przy okazji wręczania złotego medalu podczas igrzysk olimpijskich był Mazurek Dąbrowskiego – złoty medal w pchnięciu kulą zdobył Tomasz Majewski wynikiem 21,51 m.

## Stadion

### Przetarg
W 2001 r., zanim Pekin dostał prawa organizacji igrzysk, miasto przeprowadziło proces przetargowy na wybór najlepszego projektu stadionu. Każdy projekt wymagał wielu m.in. możliwości użytkowania po olimpiadzie, rozsuwanego dachu i niskich kosztów konserwacji. Lista zgłoszeń została zawężona do trzynastu projektów końcowych. Model został zatwierdzony jako najlepszy projekt przez profesjonalny panel, a następnie wystawiony publicznie. 

### Projekt

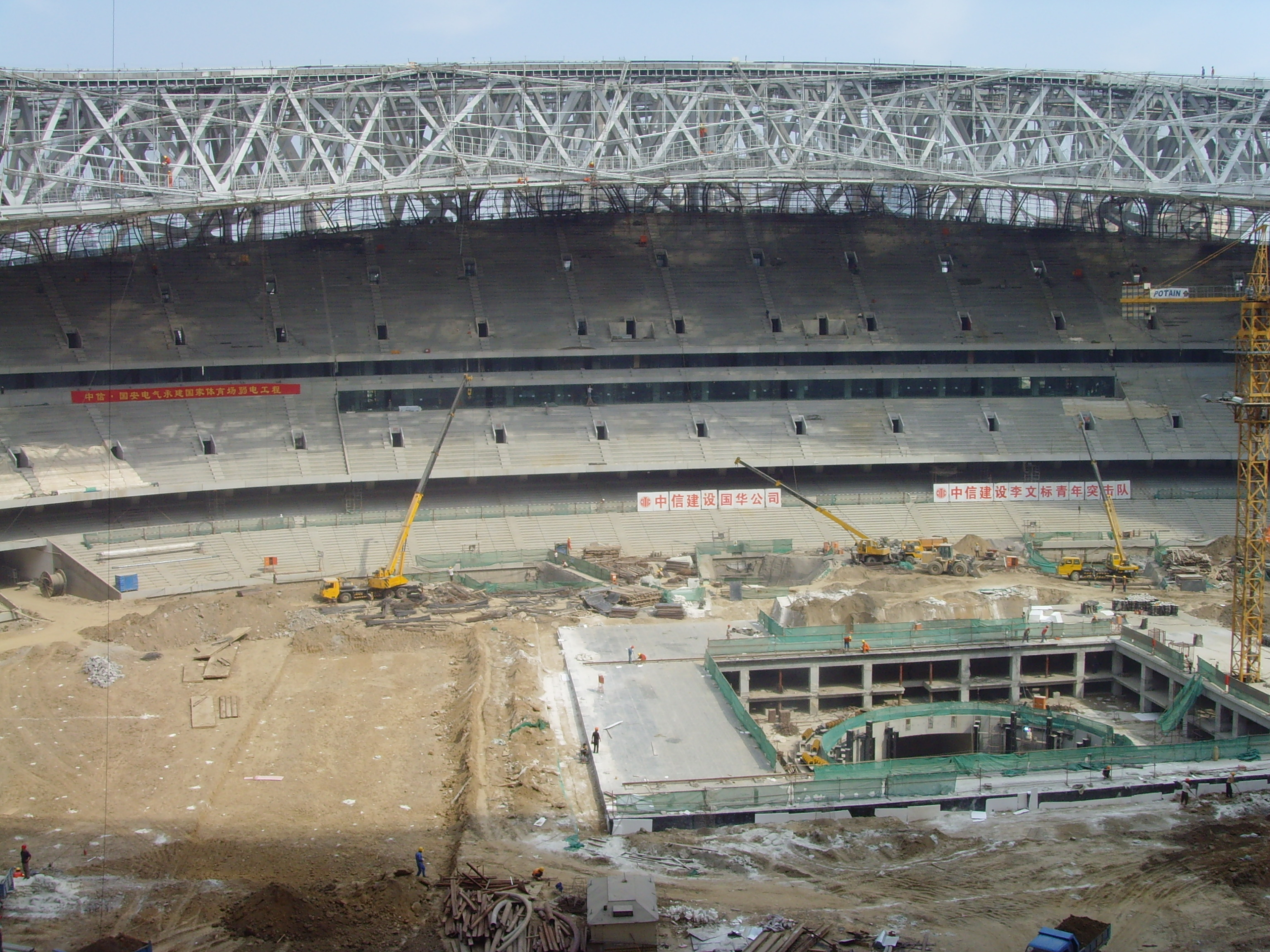
Stadion podczas budowy, wrzesień 2007

W 2002 r. zgłosili się architekci z całego świata, gotowi do zaprojektowania stadionu. Za najlepszy uznano pomysł szwajcarskiej pracowni Herzog & de Meuron. Projekt został zrealizowany przy współpracy z ArupSport oraz China Architecture Design & Research Group. Konsultantem artystycznym był chiński artysta Ai Weiwei. Ai Weiwei, współprojektant stadionu, zbojktował zorganizowaną na nim ceremonię otwarcia Igrzysk w proteście przeciw panującym w Chinach autokracji oraz braku wolności.
Stadion składa się z dwóch niezależnych konstrukcji, oddalonych od siebie o 15 metrów: czerwonej betonowej misy z zamocowanymi trybunami i zewnętrznej stalowej ramy wokół niej. Próbując ukryć stalowe podpory składanego dachu, wymaganego w procesie przetargu, zespół opracował „nie odstającą od konstrukcji dodatkową stal”, aby połączyć podpory z resztą stadionu. Po zawaleniu się dachu na lotnisku Charles de Gaulle, Pekin dokonał przeglądu wszystkich głównych projektów. Z projektu postanowiono usunąć rozsuwany dach, pierwotną inspirację dla projektu gniazda, a także 9000 siedzeń. Usunięcie elementów pomogło sprowadzić projekt do zmniejszonego budżetu budowy wynoszącego 290 milionów dolarów z pierwotnych 500 milionów dolarów. Dzięki usunięciu rozsuwanego dachu budynek został odciążony, co pomogło mu wytrzymać aktywność sejsmiczną; górna część dachu została jednak zmieniona, aby chronić widzów przed warunkami atmosferycznymi.

### Budowa
Pierwsze prace budowlane rozpoczęły się 24 grudnia 2003 r., a konstrukcję stadionu zaczęto stawiać w marcu 2004 r. Otwarcie stadionu nastąpiło w marcu 2008 r. W styczniu 2008 r. ujawniono informację o śmierci dwóch robotników, pracujących przy budowie stadionu.

### Dane techniczne
Podczas Igrzysk Olimpijskich stadion pomieścił 91 000 widzów. Po ich zakończeniu liczba miejsc została zredukowana do 80 000. Stadion ma 330 m długości, 220 m szerokości i 69,2 m wysokości. Budowla zajmuje powierzchnię 258 000 m². Powierzchnia użytkowa wynosi natomiast 204 000 m². Do budowy stadionu zużyto 36 km stali o łącznej wadze 45 000 ton. Koszt przedsięwzięcia wyniósł 3,5 mld ¥ (ok. 423 mln $).

## Galeria

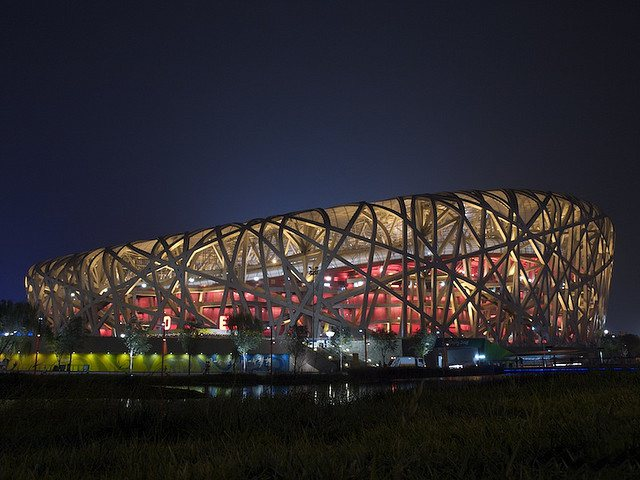
Stadion Narodowy w nocy
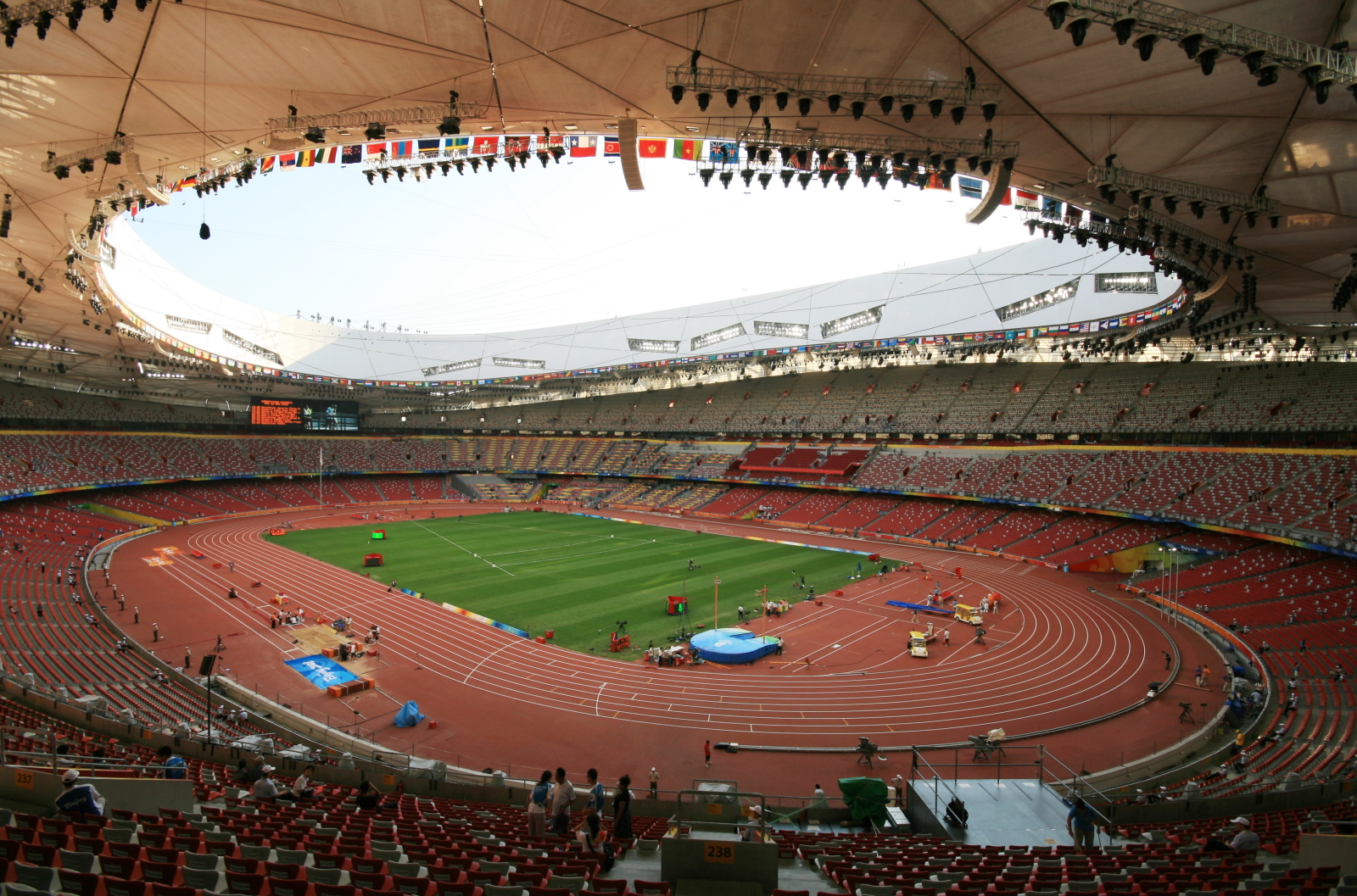
Wnętrze stadionu
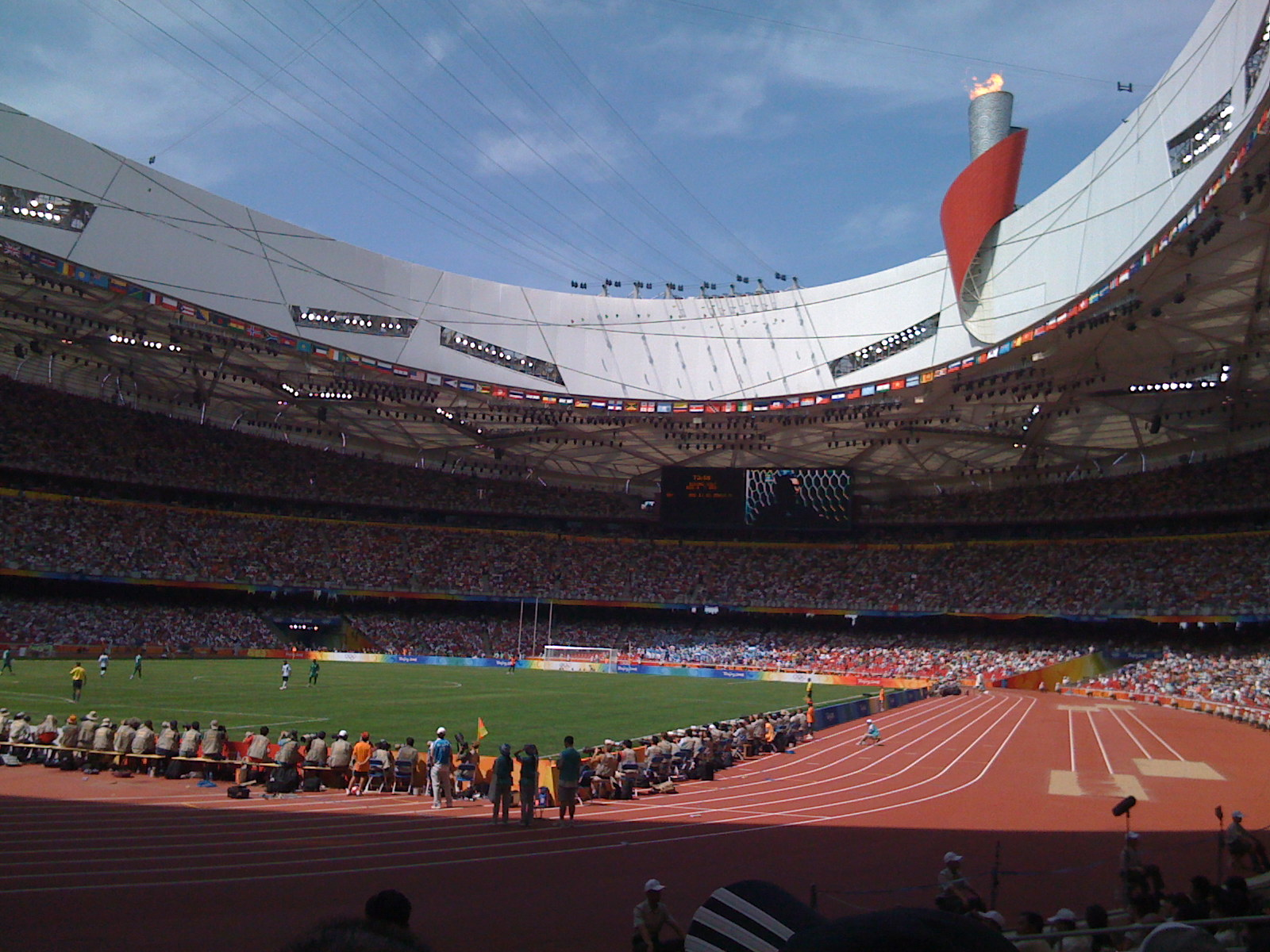
Stadion podczas rozgrywanych zawodów
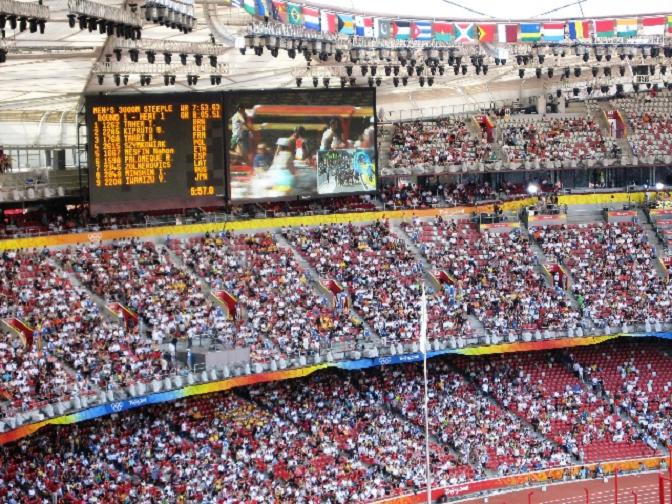
Stadion Narodowy, sierpień 2008
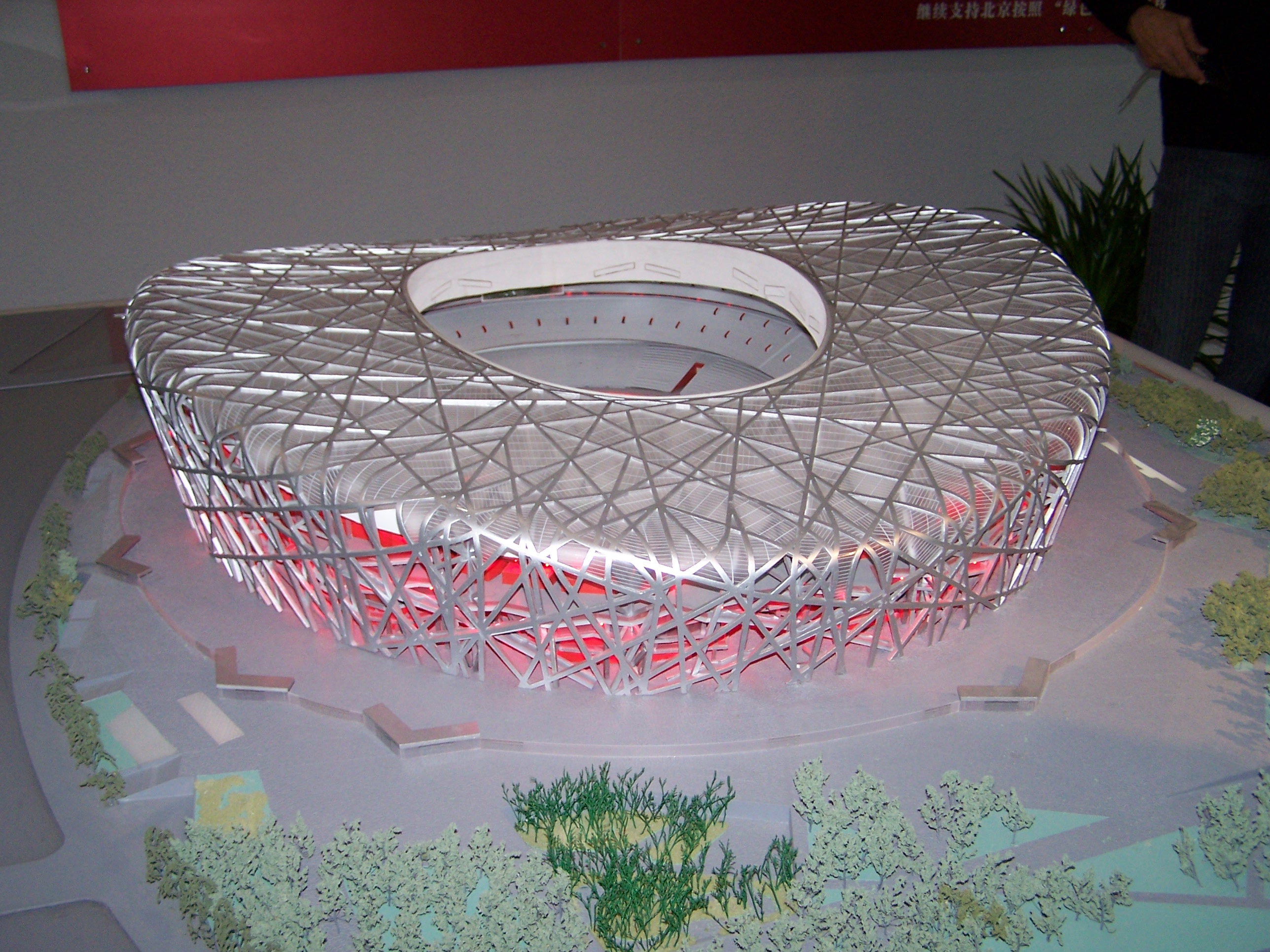
Model Stadionu Narodowego
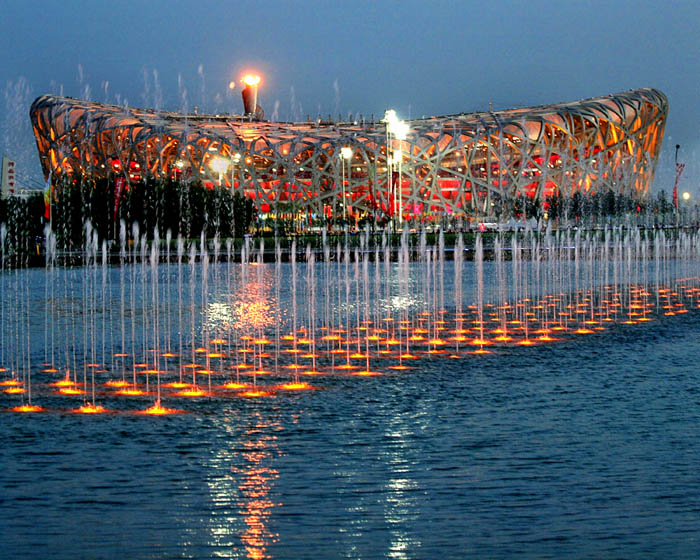
Ogień olimpijski